# Mariano Bombarda
Mariano Bombarda (Cádiz, Spanje, 10 september 1972) is een voormalig voetballer. Hoewel geboren in Spanje, heeft hij zowel de Argentijnse als Italiaanse nationaliteit. Hij speelde onder meer voor ACV Assen, FC Groningen, Willem II, FC Metz, Feyenoord en CD Tenerife.

## Biografie
Bombarda werd in Spanje geboren als zoon van een Italiaanse vader en Argentijnse moeder. Vanwege het beroep van zijn vader, die scheepsingenieur was, verhuisde het gezin veel en hij heeft naast Spanje ook in Italië, Argentinië en Venezuela gewoond.
Door een uitwisselingsprogramma in 1989 voor scholieren vanuit Venezuela verbleef hij bij ACV in Assen waar hij in de A-jeugd kwam. Twee jaar speelde Bombarda in de jeugd en soms in het tweede team van het Argentijnse CA Huracán, waarna hij terugkeerde naar Nederland bij ACV en aan de HEAO ging studeren.
Na indruk te hebben gemaakt in het eerste team van de amateurclub werd Bombarda ontdekt door FC Groningen.
Daar scoorde hij in zijn eerste twee seizoenen 32 keer. Hij ging vervolgens naar het Franse FC Metz, maar kon daar slecht aarden. Na zeven wedstrijden en één treffer keerde hij weer terug naar Groningen. In 1998 verhuisde Bombarda naar het zuiden van Nederland, hij ging spelen voor Willem II. In totaal zou Bombarda met 'De Tricolores' 108 wedstrijden spelen, waarin hij 52 keer het net wist te vinden. "Der Bomber" zette vervolgens een punt achter zijn loopbaan.
Feyenoord meldde zich echter in het seizoen 2002/2003. Waar hij door trainer Bert van Marwijk in eerste instantie gehaald werd als stand-in voor Pierre van Hooijdonk. In twee seizoenen kreeg Bombarda vier basisplaatsen en zestien invalbeurten, waarin hij vier doelpunten maakte. In juni 2004 zette Bombarda zijn handtekening bij het Spaanse CD Tenerife. Na een seizoen waar hij drie wedstrijden speelde zette de Argentijn uiteindelijk een punt achter zijn actieve loopbaan. Tot 2011 werkte Bombarda bij de jeugdopleiding van Willem II en tevens als spitsentrainer. Daarnaast is hij manager bij Ericsson en woonachtig in Tilburg.